# دانیل گرکو
دانیل گرکو (انگلیسی: Daniel Greco؛ زادهٔ ۱۱ ژوئیهٔ ۱۹۷۹) بازیکن فوتبال اهل سوئیس است.